# Édouard-Henri Avril

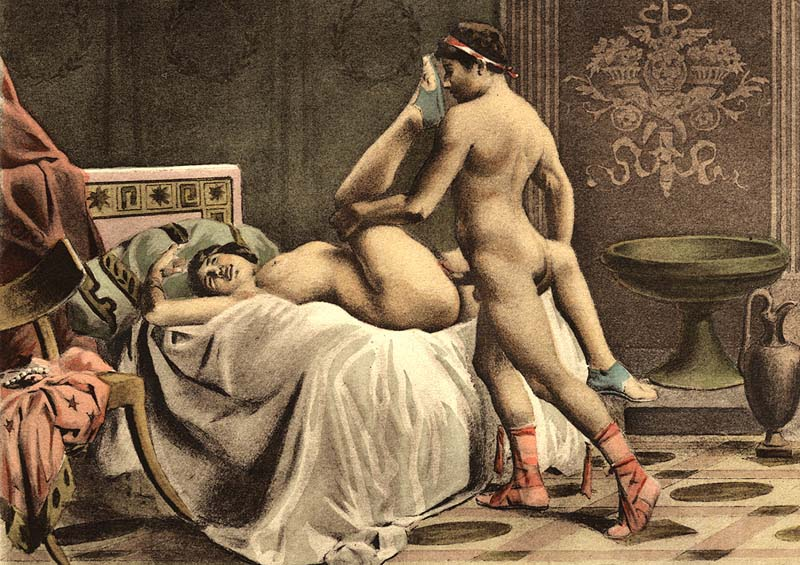
En av illustrationerna till De figuris Veneris

Édouard-Henri Avril, mer känd under artistnamnet Paul Avril, född 21 maj 1849 i Alger, död 28 juli 1928 i Le Raincy i Frankrike, var en fransk konstnär (målare och illustratör), utbildad bland annat vid École des Beaux Arts i Paris 1874–1878.
Avril har bland annat gjort erotiska illustrationer, exempelvis till en fransk utgåva av den italienske renässansmannen Pietro Aretinos "vällustiga sonetter", Les Sonnets luxurieux (1892), och till den tyske filosofen och forskaren Friedrich Karl Forbergs (1770–1848) sexualmanual De figuris Veneris(en).